# 鯉魚門公眾騎術學校
鯉魚門公眾騎術學校（英語：Lei Yue Mun Public Riding School）是香港一個公眾騎術學校，位於香港島東區的筲箕灣東部鯉魚門公園及度假村旁邊，望向鯉魚門，由香港賽馬會興建及管理。
鯉魚門公眾騎術學校前身為鯉魚門軍營，停用後部份地方改建為騎術學校，於1992年11月21日落成啟用。
鯉魚門公眾騎術學校佔地4公頃，設施包括兩個裝有泛光燈的全天候沙地練習場，以及一個樓高兩層、可容納36匹馬的馬房，還有一條長1.3公里、依山而建的馬徑。

## 鄰近設施
- 鯉魚門公園及度假村
- 香港海防博物館